# Зельнічкі
Зельнічкі (пол. Zielniczki, нім. Schellendorf) — село в Польщі, у гміні Сьрода-Велькопольська Сьредського повіту Великопольського воєводства.
Населення — 214 осіб (2011).
У 1975-1998 роках село належало до Познанського воєводства.

## Демографія
Демографічна структура станом на 31 березня 2011 року:
|          | Загалом | Допрацездатний вік | Працездатний вік | Постпрацездатний вік |
| -------- | ------- | ------------------ | ---------------- | -------------------- |
| Чоловіки | 103     | 17                 | 76               | 10                   |
| Жінки    | 111     | 23                 | 59               | 29                   |
| Разом    | 214     | 40                 | 135              | 39                   |